# فرار (ترانه انریکه ایگلسیاس)
«فرار» تک‌آهنگی از هنرمند اهل اسپانیا انریکه ایگلسیاس است که در سال ۲۰۰۲ میلادی منتشر شد. این تک‌آهنگ در آلبوم گریز (آلبوم انریکه ایگلسیاس) قرار داشت.
این تک‌آهنگ در چارت‌های جزو ده ترانه اول قرار گرفت.
آنا کورنیکوا در این ویدئو بازی کرده‌است.